# East Suffolk (distretto)
East Suffolk è un distretto del Suffolk, Inghilterra, Regno Unito, con sede a Melton. Vi risiedono 247 100 abitanti. Il distretto fu creato con il 1º aprile 2019 dalla fusione Suffolk Coastal ed Waveney.